# Al morir la matinée
Al morir la matinée es una película de terror coproducción uruguaya-mexicana-argentina de 2020 dirigida por Maximiliano Contenti sobre el guion de Manuel Facal. Tiene como protagonistas a Luciana Grasso, Ricardo Islas, Julieta Spinelli y Franco Durán. El film sigue a un grupo de personas que acude a un cine para refugiarse de una enorme lluvia, y sin saberlo, un hombre entra a la proyección para eliminar a los espectadores. La cinta fue estrenada el 26 de noviembre de 2020 por Yukoh Films, y recibió críticas mayormente positivas que elogian la calidad para una película de terror latinoamericana.

## Argumento
En 1993 en Montevideo, en un cine en decadencia durante una noche tormentosa, un misterioso hombre vestido de una gabardina negra entra en una de las salas. Más tarde, Ana, una joven hija del encargado de las proyecciones, llega para relegar a su padre en su turno debido a su delicada condición médica. Aunque el padre protesta en un inicio, él accede a retirarse desde que su hija sabe sobre el manejo del proyector y tiene experiencia desde muy corta edad. Durante la proyección de una película de suspenso llamada "Frankestein: Day of the Beast"; el hombre encapuchado mata a un anciano que se encontraba en la sala mientras otros asistentes, como una pareja en una cita, un niño que se coló a la función, una chica que espera a su pareja y tres adolescentes Goni, Esteban y Angela, miran la película.
Tras tener una conversación con Mauricio (el único guardia en turno del cine) sobre una alarma que dejó en la sala de proyección, Ana le pide tiempo a solas para estudiar. El asesino sigue a Mauricio mientras fuma un cigarro en la entrada, degollándolo y cerrando la puerta en el proceso. Mientras tanto, Goni se acerca a Maite, la chica que da por hecho fue plantada. Aunque ella le corresponde y los dos de besan, el asesino aprovecha la distracción para empalar la cabeza de los dos con la barra de metal que uso para atorar la entrada. Ana nota que alguien intenta entrar a la sala pero cree que se trata de Mauricio y lo ignora. 
En la sala la pareja planea irse porque la mujer tiene una fiesta de cumpleaños, no sin antes masturbar a su cita para compesarlo por el compromiso que tiene, tras lo cual el joven va al sanitario para limpiarse. Inesperadamente Ana escucha la alarma por lo que decide buscar a Mauricio pero al recordar que este estaría tomando una siesta regresa a la sala de proyección. Después de que el asesino mata al joven en el baño tras apuñalar su corazón, vuelve a la sala donde mata a la mujer de igual forma mientras Angela descubre horrorizada a su amigo y la chica muertos.
En ese momento la cinta se quema y Ana cree que los gritos son por una dificultad técnica con el proyector. Se apresura a restaurar la cinta mientras el asesino persigue a Angela y Esteban, logrando acabar con este último al tropezar por las escaleras. Para cuando Ana llega se percata de que todos los espectadores están muertos y con las cuencas de los ojos vacías. Se encuentra con Angela, quien le explica lo ocurrido y juntas intentan escapar sólo para percatarse de que Mauricio también fue asesinado.
El asesino ataca a las chicas pero es noqueado por Angela con un extintor de incendios. Al darse cuenta de que las llaves del cine las tiene el asesino, se proponen a encontrar otra salida hasta que escuchan los gritos de Tomás, el niño que estaba escabullido en la sala. Ana se las arregla para abrirle la salida de la sala y apuñalar al asesino en el ojo con una astilla de cristal, lo que deja tuerto al criminal que se arranca su propio ojo con dolor. Los tres se refugian en la sala de proyecciones y llaman a la policía. Sin embargo el asesino los encuentra y les muestra que tiene recolectados los ojos de sus víctimas mientras se come lo que parece ser su ojo delante de ellos.
Angela, asustada, le arroja los contenedores de cintas lo que le da la oportunidad a Tomás de huir, siendo seguido por Ana. Angela se queda atrás y huye por la azotea del cine pero es alcanzada por el asesino que la lleva hasta la sala de proyecciones y la mata al golpear su cabeza contra el proyector, cubriendo con su sangre la lente. Ana alcanza a Tomás y lo lleva a la sala para buscar la barra de la puerta. En su camino a la salida, el asesino los sorprende, hiriendo a Ana en la espalda y amenaza con matar a Tomás hasta que la joven se arma con la varilla y la utiliza para atravesarle el pecho, matándolo. Conforme las autoridades aparecen en el cine, Ana consuela a Tomás abrazándolo, quien sólo se queda viendo fijamente uno de los ojos arrancados.

## Producción

### Desarrollo
Maximiliano Contenti, director del film, declaró que "quería hacer una película que fuera como un tributo a estas dos formas del cine de terror pero también quería hacer un homenaje a la sala de cine, a la ceremonia de ir a ver cine a una sala, a la oscuridad, al misterio que tienen las proyecciones, que es algo de lo que quizás nos estemos despidiendo", refiriéndose al cine terrorífico afirmó que creía “que es el género más universal, es además uno de los primeros géneros cinematográficos y no tiene fronteras: el miedo, el misterio, el terror a lo desconocido y a la muerte conecta con todo el mundo”.

### Rodaje
Todas las escenas para esta película fueron filmadas en la sala Cinemateca 18, lugar que actualmente se encuentra cerrado de manera permanente. 

## Reparto
Colaboraron en el filme los siguientes intérpretes:
- Luciana Grasso como Ana
- Ricardo Islas como Come Ojos
- Julieta Spinelli como Ángela
- Franco Durán como Tomás
- Pedro Duarte como Mauricio
- Yuly Aramburu	como Maria Julia
- Hugo Blandamuro como Hugo
- Daiana Carigi	como Maite (Brooke Shields)
- Valeria Martínez Eguizabal como Mamá de Diego
- Lucas Fressero como Niño Jugando
- Vladimir Knazevs	como Goni
- Juan Carlos Lema como Viejo
- Fernán Moliv como Policía
- Patricia Porzio como Gabriela
- Emanuel Sobré	como Horacio

## Comentarios
Paula Vázquez Prieto opinó en La Nación:

”… Contenti convierte una noche lluviosa de 1993 en el cine Ópera de Montevideo en la perfecta escena del crimen, esa que suma y acumula guiños y resonancias estéticas de aquel crepúsculo de un género que nació bastardo y sobrevivió desde entonces todos los epígonos y parodias que lo siguieron. Como no podía ser de otra manera no hay nadie más protagonista que la sala de cine, con sus butacas bordó y su inmensa pantalla, el cartel titilante de la boletería y las cajitas de maní con chocolate alineadas a la espera de los espectadores....Pese a ciertos trazos amateurs y algunas actuaciones desprolijas, Al morir la matinée exuda cariño y fascinación por el cine que recrea, y con ello consigue usar la sala como caja de resonancia de sus citas al giallo, de las explosiones de gore, del humor grotesco y escatológico. Sin elevarse más allá de esas modestas ideas iniciales, Contenti las lleva adelante con la gracia que requiere el homenaje a ese cine trasnochado de una jornada lluviosa.

Guilherme de Alencar Pinto en La Diaria escribió:

”Más que ser una película de terror, juega con la idea de una película de terror. Es, en esencia, un acto cinéfilo….La película muestra toda una fascinación por el mundo del fílmico: la ventanita para cambiar de formato, los carretes, el splicer…Los afiches en la sala de espera constituyen una pequeña galería de homenajes… Y el hallazgo más poético es cuando salpica sangre en la ventanilla frente al proyector, haciendo que la pantalla iluminada se cubra de rojo. No recuerdo otra instancia en que una película tan llena de agresión, pánico, agonía y muertes se me tradujera en una sensación tan amorosa.

## Premio
Ganó el premio a la Mejor Película Iberoamericana de Cine Fantástico en el Curtas Festival do Imaxinario 2020. Fue candidata a Mejor Película Latinoamericana en el Festival Internacional de Cine de Mar del Plata 2020.